# Dienst Maatschappelijke Ontwikkeling
Dienst Maatschappelijke Ontwikkeling was een dienst van de Gemeente Amsterdam, die tegenwoordig is opgegaan in het Cluster Sociaal. 
De dienst is gevestigd aan de Jodenbreestraat, in het gebouw achter de Mozes en Aäronkerk.

## Werkzaamheden
De dienst maakt beleid, verstrekt subsidies en is o.a. uitvoerder van het beleid op de gebieden:
- Onderwijs, Jeugd en Zorg
- Subsidies en Inkoop Sociaal
- Sport en Bos
- Werk, Inkomen en Participatie

Voorbeelden van zaken die door de dienst voor de Amsterdammers geregeld worden zijn: Schoolzwemmen, Leerlingenvervoer, Theoretisch verkeersexamen, Brede school, Voorschool, Schakelklas, betrokkenheid van ouders, stageplaatsen, Kernprocedure Amstelland, Stadspas, Cultuureducatie, etc. etc.